# Moenkhausia petymbuaba
Moenkhausia petymbuaba är en fiskart som beskrevs av Lima och José L. O. Birindelli 2006. Moenkhausia petymbuaba ingår i släktet Moenkhausia och familjen Characidae. Inga underarter finns listade i Catalogue of Life.